# ATWA
Pour la chanson de System of a Down, voir Toxicity (album).

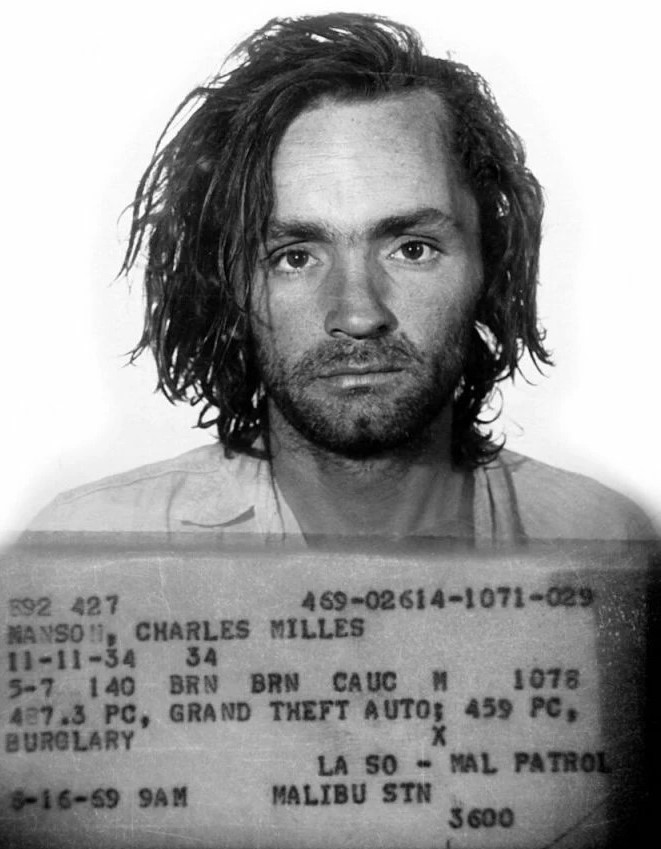
Charles Manson

ATWA est un acronyme anglais signifiant littéralement « l'air, les arbres, l'eau, les animaux et tout le vivant » (Air, Trees, Water, Animals and All The Way Alive).
Ce terme a été introduit par le célèbre criminel américain Charles Manson. Il désigne selon lui les forces vitales supposées maintenir l'équilibre écologique terrestre.